# Existence Is Futile (Cradle of Filth)
Existence Is Futile è il tredicesimo album in studio del gruppo musicale britannico Cradle of Filth, pubblicato il 22 ottobre 2021 dalla Nuclear Blast.

## Il disco
Il concept in questo caso si stacca dalle favole horror e dalle leggende del passato, per affrontare il mondo reale attuale che sta per finire, colpito dalla pandemia di COVID-19 e inghiottito dall'ignoranza e dalle paure. Dal punto di vista delle sonorità prosegue il discorso intrapreso con i precedenti due album Hammer of the Witches e Cryptoriana - The Seductiveness of Decay.

## Copertina
La copertina si ricollega al concept e mostra una rivisitazione "filthiana" del Trittico del Giardino delle delizie di Hieronymus Bosch, per l'esattezza la parte inferiore del pannello di destra dell'opera, conosciuto come L'inferno musicale.

## Tracce

### Versione Standard
1. The Fate of the World on Our Shoulders – 1:36
2. Existential Terror – 6:18
3. Necromantic Fantasies – 5:41
4. Crawling King Chaos – 5:28
5. Here Comes a Candle... (Infernal Lullaby) – 1:29
6. Black Smoke Curling from the Lips of War – 5:22
7. Discourse Between a Man and His Soul – 5:31
8. The Dying of the Embers – 6:11
9. Ashen Mortality – 1:49
10. How Many Tears to Nurture a Rose? – 4:37
11. Suffer Our Dominion – 6:20
12. Us, Dark, Invincible – 6:30

### Bonus tracks - Versione Digitale/Deluxe
1. Sisters of the Mist – 7:13
2. Unleash the Hellion – 6:22

## Formazione
Gruppo
- Dani Filth – voce
- Richard Shaw – chitarra
- Marek "Ashok" Šmerda – chitarra
- Daniel Firth – basso
- Anabelle – voce addizionale, tastiere, orchestrazione, lira
- Martin "Marthus" Škaroupka – batteria, tastiere, orchestrazione

Personale aggiuntivo
- Doug Bradley – voce narrante (Suffer Our Dominion, Sisters of the Mist)

## Classifiche
| Classifica (2021) | Posizione massima |
| ----------------- | ----------------- |
| Belgio (Fiandre)  | 43                |
| Belgio (Vallonia) | 37                |
| Croazia           | 7                 |
| Grecia            | 60                |
| Finlandia         | 4                 |
| Francia           | 70                |
| Polonia           | 30                |
| Svizzera          | 20                |